# Samsung Galaxy S22
O Samsung Galaxy S22 é uma série de smartphones baseados em Android projetados, desenvolvidos, fabricados e comercializados pela Samsung Electronics como parte de sua série Galaxy S. Apresentado no evento Galaxy Unpacked da Samsung em 9 de fevereiro de 2022.
Eles servem coletivamente como sucessores da série Samsung Galaxy S21. Os três primeiros smartphones foram revelados no evento Galaxy Unpacked da Samsung em 9 de fevereiro de 2022.
A série S22 consiste no modelo Galaxy S22 básico, no modelo avançado Galaxy S22+ e no modelo Galaxy S22 Ultra com foco na câmera. O S22 Ultra serve como o sucessor oficial da série Samsung Galaxy Note 20 e da linha Note, abrigando uma S-pen integrada. Existem inúmeras atualizações que os telefones possuem em relação aos modelos anteriores, além de especificações aprimoradas, um sistema de câmera aprimorado com suporte para gravação de vídeo 8K (7680 × 4320) a 24 quadros por segundo e um zoom de super-resolução de 30–100x, para o Ultra modelo.
Os três telemóveis foram lançados nos Estados Unidos e na Europa em 25 de fevereiro de 2022. O Galaxy S22, S22+ e S22 Ultra foram lançados com preços de $799,99, $999,99 e $1199,99, respectivamente.
Foi sucedido pela Samsung Galaxy S23.

## História
A série Samsung Galaxy S22 foi apresentada em 8 de fevereiro de 2022 como a sucessora da série Galaxy S21. Os esquemas de design de todos os dispositivos são idênticos aos modelos 2021, com exceção do S22 Ultra, mantendo os módulos de câmera individuais, excluindo a protuberância da câmera e o corpo retangular. O modelo básico mantém uma parte traseira de vidro em vez da parte traseira (plástica) de policarbonato que o S21 tinha originalmente. O S22 e o S22+ contêm software, composição e hardware comparáveis aos modelos do ano passado, com pequenas distinções. O S22 Ultra passou por uma reconstrução massiva, com o telefone servindo como o sucessor da série Galaxy Note descontinuada em 2021. O dispositivo apresenta um corpo retangular, tela de maior resolução e sistema de câmera avançado e, principalmente, o modelo Ultra abriga um S embutido. -pen, um recurso de assinatura da série Note. O S22 Ultra serve como o modelo profissional de ponta da linha e predecessor do S21 Ultra, enquanto os modelos básicos sucedem o S21 e o S21+, respectivamente.